# Branka Primorac
Branka Matić Primorac (Zagreb, 1946.) hrvatska je novinarka, književnica i fotografkinja.

## Životopis
Branka Primorac rođena je 1946. godine u Zagrebu. Sve škole (od osnovne do Fakulteta političkih znanosti) pohađala je i završila u Zagrebu. U zagrebačkoj redakciji Večernjeg lista radi kao novinarka i urednica kulture. Pisanjem se bavi cijeli život, a u književnost ulazi s dvije knjige u jednoj godini: Maturalac (knjiga je uvrštena u popis lektire za 7. razred osnovne škole), koji dobiva Nagradu "Mato Lovrak" za najbolji roman za mladež objavljen u 1993. godini i Mama, pazi pas! slijedi Sve zbog Ane (1996.), svojevrsni nastavak Maturalca pa Ljubavni slučaj mačka Joje (1998.).
Napisala je i biografski roman (dokumentarnu prozu), knjigu Perešin, život i smrt (2001.) za koju je dobila Nagradu "Bili su prvi kad je trebalo", za najbolju prozu o Domovinskom ratu u 2001. Također je napisala i knjigu Moj djed astronaut (2002.). Zajedno s Marijanom Šimegom i Anitom Šojat objavila je knjigu Novinarstvo u školi. Već desetak godina sudionica je Lidrana, mentorica za novinarski izraz, a dugi niz godina djelovala je kao jedan od mentora novinarske radionice u Školi naprednog stvaralaštva "Novigradsko proljeće".

## Djela
- Maturalac, Znanje, Zagreb, 1993. (2. izd. 1998.)
- Mama, pazi pas!, Alfa, Zagreb, 1993.
- Sve zbog Ane, Znanje, Zagreb, 1996.
- Ljubavni slučaj mačka Joje, Divič, Zagreb, 1998.
- Ljubavni slučaj mačka Joje, Alfa, Zagreb, 2005. (2. izd. 2006., 3. izd. 2008., 4. izd. 2010.)
- Perešin: život i smrt: o Rudolfu, ne samo pilotu, Zrinski-Udruga Susreti za Rudija Perešina, Čakovec-Zagreb [i. e.], 2001. (2. izd., Stih [etc.], Zagreb, 2004.)
- Moj djed astronaut, Naklada Ljevak, Zagreb, 2002.
- Maturalac, Alfa, Zagreb, 2005. (3. izd. 2006., 4. izd. 2007., 5. izd. 2008., 6. izd. 2008., 7. izd. 2010., 8. izd. 2012.)
- Novinarstvo u školi, Školska knjiga, Zagreb, 2010. (suautor i suautorica: Marijan Šimeg i Anita Šojat)
- Divlje godine: [roman], Fraktura, Zaprešić, 2010.
- Zvonka Zmaj i Tri kavalira, Alfa, Zagreb, 2012.

## Nagrade
- 1994.: Nagrada Mato Lovrak, za Maturalac.[2]
- 2001.: Nagrada Bili smo prvi kad je trebalo, za Perišin - život i smrt.
- 2012.: Nagrada Anto Gardaš, za Zvonka Zmaj i Tri kavalira.[3]